# Josef Tabenkin
Josef Tabenkin (ur. 18 marca 1921, zm. 24 września 1987) – izraelski dowódca wojskowy Palmach, a później oficer Sił Obronnych Izraela.

## Młodość
Urodził się w 1921 roku w Tel Awiwie w Mandacie Palestyny. Jego ojciec Jicchak Tabenkin był przywódcą Ruchu Kibucowego, oraz działaczem politycznym lewicowych partii Mapam i Achdut ha-Awoda. Imię nadano mu na cześć przyjaciela jego rodziców, Josefa Salzmana, który został zamordowany w 1913 roku. Młody Josef wychowywał się w kibucu En Charod Me’uchad.

## Służba wojskowa
W 1938 roku wstąpił do żydowskiej organizacji paramilitarnej Hagana. Pod dowództwem Jicchaka Sadego przeszedł szkolenie wojskowe w Kompaniach Polowych (hebr. פלוגות השדה, Plugot Sadeh; w skrócie Fosh), których działalność była zaaprobowana przez Brytyjczyków. W 1939 roku przeszedł szkolenie dowódców w ośrodku Joara przy kibucu En ha-Szofet. W 1941 roku został mianowany dowódcą obrony kibucu En Charod Me’uchad. W 1942 roku wstąpił do kompanii szturmowych Palmach i przeszedł dodatkowe szkolenie w ośrodku Joara. W 1944 roku został głównym instruktorem Palmach, który odpowiadał za szkolenie w doktrynie wojskowej nowych żołnierzy.
Gdy w listopadzie 1947 roku wybuchła wojna domowa w Mandacie Palestyny, Tabenkin objął dowództwo nad 4 Batalionem Palmach, który w kwietniu 1948 roku wszedł w skład Brygady Harel. Ochraniał konwoje do Jerozolimy i przeprowadził kilka akcji dywersyjno-sabotażowych. Wziął udział w operacji Nachszon (5-20 kwietnia) i w bitwie o al-Kastal (3-9 kwietnia). Następnie uczestniczył w operacji Harel (15-21 kwietnia), bitwie Nebi Samu'el (23 kwietnia) i bitwie o San Simon (27-30 kwietnia). Podczas I wojny izraelsko-arabskiej wziął udział w bitwie o Jerozolimę i bitwie o Stare Miasto Jerozolimy. Następnie ochraniał budowę Drogi Birmańskiej, dzięki której udało się przełamać blokadę Jerozolimy. Zastąpił Icchaka Rabina jako dowódca Brygady Harel, i uczestniczył w operacji Joram (8-9 czerwca), operacji Danny (10-18 lipca) i operacji Horew (22 grudnia 1948-7 stycznia 1949). Wyróżniał się jako niezależny dowódca, który nie wahał się podejmować samodzielnych decyzji. W 1950 roku został zwolniony z wojska.

## Praca w cywilu
Po odejściu z armii powrócił do kibucu En Charod Me’uchad, gdzie zaangażował się w różne formy spółdzielczej działalności gospodarczej. Opublikował także książkę o swoim ojcu (1986 r.) i działaniach Brygady Harel podczas wojny o niepodległość (1989 r.). Zmarł 24 września 1987 roku.